# Ahmed Deedat
Ahmed Hussein Deedat (Surat (Gujarat, India), 1 juli 1918 - Verulam (KwaZoeloe-Natal, Zuid-Afrika), 8 augustus 2005) was een internationaal bekende islamitische spreker die zich had toegelegd op het onderwerp vergelijkende religies. Hij gaf wereldwijd lezingen en was bekend vanwege zijn debatten die hij heeft gehouden met vertegenwoordigers van andere religies. 
Deedat zou grotendeels door zelfstudie zowel de Koran als de Bijbel uit zijn hoofd hebben geleerd. Tijdens zijn debatten citeerde hij regelmatig uit beide heilige boeken. 
Hij was de oprichter van het Islamic Propagation Centre International, een oorspronkelijk Zuid-Afrikaanse organisatie die zich bezighoudt met het verspreiden van informatie over de islam. 
Op 3 mei 1996 had Deedat een beroerte. Na zijn beroerte was hij grotendeels verlamd en moest hij leren om via oogbewegingen te communiceren. De laatste negen jaar van zijn leven bracht hij in zijn bed te Verulam door. Tijdens deze jaren werd regelmatig het gerucht verspreid dat hij zou zijn overleden. Uiteindelijk overleed hij op 8 augustus 2005 aan de gevolgen van zijn langdurige ziekte.